# Велика Лока (Гросуплє)
Велика Лока (словен. Velika Loka) — поселення в общині Гросуплє, Осреднєсловенський регіон, Словенія. Висота над рівнем моря: 328,8 м.